# Powiat Kagoshima
Powiat Kagoshima (jap. 鹿児島郡 Kagoshima-gun) – powiat w Japonii, w prefekturze Kagoshima. W 2020 roku liczył 1145 mieszkańców.

## Miejscowości
- Mishima
- Toshima

## Historia[2]

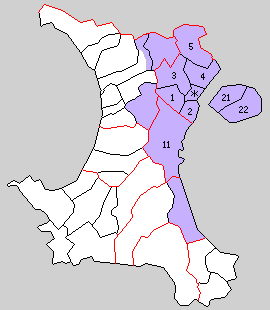
Powiat Kagoshima w 1889 r.

- Powiat został założony 17 lutego 1879 roku. Wraz z utworzeniem nowego systemu administracyjnego 1 kwietnia 1889 roku powstało miasto Kagoshima, a powiat Kagoshima został podzielony na 5 wiosek: Yoshida, Yoshino, Ishiki, Nishitakeda i Nakagōriu[3].
- 1 kwietnia 1897 – powiat połączył się z powiatem Kitaōsumi (wioski Nishisakurajima i Higashisakurajima) oraz z powiatem Taniyama (wioska Taniyama). (8 wiosek)
- 1 września 1924 – wioska Taniyama zdobyła status miejscowości. (1 miejscowość, 7 wiosek)
- 1 sierpnia 1934 – wioski Yoshino, Nishitakeda i Nakagōriu zostały włączone w teren miasta Kagoshima. (1 miejscowość, 4 wioski)
- 1 października 1950 – wioski Higashisakurajima i Ishiki zostały włączone w teren miasta Kagoshima. (1 miejscowość, 2 wioski)
- 1 października 1958 – miejscowość Taniyama zdobyła status miasta. (2 wioski)
- 1 listopada 1972 – wioska Yoshida zdobyła status miejscowości. (1 miejscowość, 1 wioska)
- 1 kwietnia 1973 – powiat powiększył się o wioski Mishima i Toshima z powiatu Ōshima. (1 miejscowość, 3 wioski)
- 1 maja 1973 – wioska Nishisakurajima zdobyła status miejscowości i zmieniła nazwę na Sakurajima. (2 miejscowości, 2 wioski)
- 1 listopada 2004 – miejscowości Yoshida i Sakurajima zostały włączone w teren miasta Kagoshima. (2 wioski)